# Tisy na Vsetínsku
Vsetínsko patří k několika oblastem České republiky, kde roste vyšší množství velmi starých tisů červených. Řadě z nich byla již na přelomu 19. a 20. století věnována odborná pozornost, některé byly vyhlášeny přírodními památkami (stromy chráněné státem) či později památnými stromy.

## Seznam památných tisů
| název stromu              | umístění      | chráněné území | obvod  | chráněný od       | poznámka  |
| ------------------------- | ------------- | -------------- | ------ | ----------------- | --------- |
| Koláčkův tis ¹)           | Zubří         | CHKO Beskydy   | 347 cm | 11. dubna 1972    | měř. 2002 |
| Tis v Karolince ¹)        | Karolinka     | CHKO Beskydy   | 301 cm | 2003              | měř. 2003 |
| Tis u Pasečanů ¹)         | Podťaté       | CHKO Beskydy   | 270 cm | 2003              | měř. 2003 |
| Tis nad Jezerným ¹)       | Jezerné       | CHKO Beskydy   | 243 cm | 2003              | měř. 2003 |
| Hrachovecký tis           | Hrachovec     | -              | 180 cm | 1992              | měř. 1998 |
| Liptálský tis ¹)          | Liptál        | -              | 170 cm | 10. prosince 1975 | měř. 1998 |
| Pivodův tis               | Brňov         | -              | 120 cm | 29. prosince 1999 | měř. 2003 |
| Tis na Beskydě ¹)         | Bařina        | CHKO Beskydy   | 103 cm | 2003              | měř. 2003 |
| Tis ve Valašském Meziříčí | Val. Meziříčí | -              | 210 cm | 2011              | 2014      |

¹) Popsány již roku 1931 Gustavem Adolfem Říčanem.
Další 3 tisy byly objeveny novodobě, dva v oblasti Stanovnice a jeden Na Beskydě. Zatím nejsou vyhlášené jako památné. Říčan roku 1931 v rámci Vsetínska zmiňoval ještě tis nad sklářskou hutí Nový Hrozenkov - Karolinka na pasece U Kortišů v blízkosti chalupy (tehdy výška 3 metry, obvod kmene 63 cm, tedy průměr 20 cm a odhad věku 200 let).

## Historické záznamy
Jedno z nejstarších svědectví o tisech v oblasti pochází z roku 1590, kdy Mikuláš Nožíř zaznamenal svědectví o hraničních sporech na Javornících, kde šlo mj. o 100 kusů tisů. Přestože na počátku 20. století vznikla celá řada článků, studií a publikací zaměřených na staré tisy (časopis Háj 1910, 1911, Časopis musea v Olomouci 1924-1926, Chadtova publikace Tis, monografie starého vymírajícího stromu se zaměřením na poměry československé, 1911 a další), zmiňuje ze vsetínských tisů pouze časopis Háj (1910) Liptálský tis. Podrobněji se tématu věnoval až Gustav Adolf Říčan roku 1931.

## Odhady věku
Stáří středoevropských tisů bývalo v minulosti zveličováno a současné odhady věků uvádějí stáří jednotlivých stromů zpravidla 2-5× nižší. Říčan ve svých odhadech vycházel z postupů Ladislava Čelakovského, podle kterých tis o průměru kmene 80 cm (~251 cm obvod) dosahuje 1000 - 1500 let. Zatímco Říčan srovnávací metodou určil roku 1931 stáří Koláčkova tisu na 1000 let a Tisu u Pasečanů (Podťaté) na 700 - 800 let, jsou aktuální odhady věku (přepočtené na rok 1931) 3 - 3,5× nižší.

## Ochrana
Roku 1931 doporučil Říčan (pro šestici popsaných tisů) nějakým způsobem zajistit jejich veřejnou ochranu. Koláčkův a Liptálský tis byly od 70. let 20. století chráněné podle zákona č. 40/1956 Sb. a jako takové v souladu se zákonem o ochraně přírody č. 114/1992 Sb. převedeny na stromy památné. Tisy v Karolince, u Pasečanů (Podťaté), nad Jezerným a v Beskydě byly památnými stromy vyhlášeny roku 2003. Veškeré stromy, které byly v katastru Velkých Karlovic a okolí vyhlášeny jako památné roku 2003, ale ústřední seznam AOPK ČR neuvádí.
I tisy, které nebyly vyhlášené památnými stromy, jsou chráněné zákonem. Vztahuje se na ně ochrana vyhlášky č.395/1992 Sb. zákona České národní rady č. 114/1992 Sb., o ochraně přírody a krajiny, která je klasifikuje jako silně ohrožený druh a řadí mezi zvláště chráněné druhy rostlin. 5 stromů dále leží na chráněném území CHKO Beskydy.

## Jednotlivé stromy

### Koláčkův tis

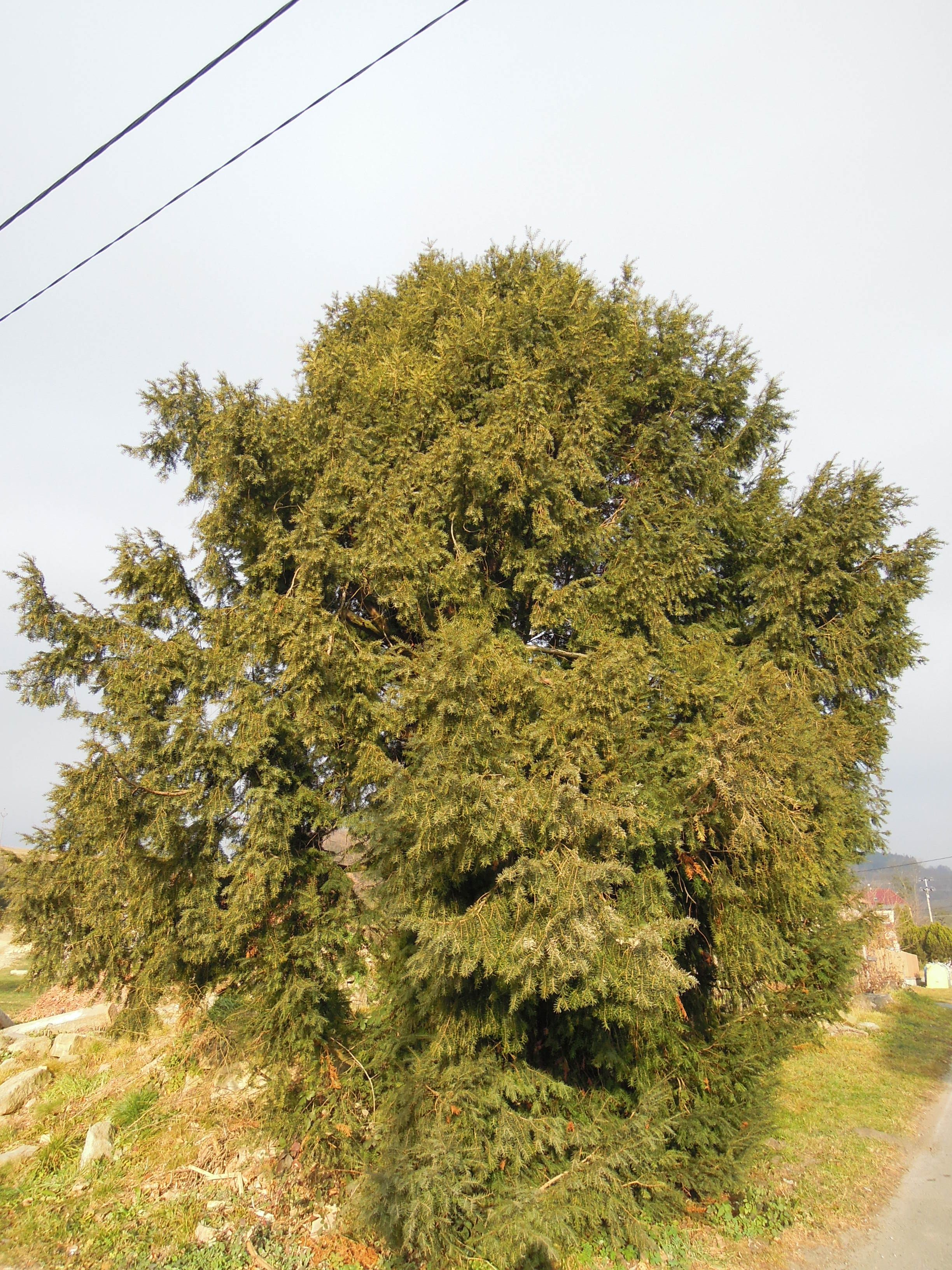
Koláčkův tis

- souřadnice GPS: 49°28'55.86"N, 18°5'21.78"E

Největší ze Vsetínských tisů roste ve městě Zubří, ulice U Tisu. Roku 1931 dosahoval výšky 12 metrů, 130 cm vysoký kmen měřil v obvodu 242 - 251 cm (průměr kmene 77 cm nad zemí a 80 cm pod korunou), 8 metrů vysoká košatá koruna se větvila do šířky 10 metrů. Tehdy bylo stromu odhadováno 1000 let věku.
Roku 2002 dosáhl obvodu 347 cm, odhad věku (2006) odpovídá 346 - 361 rokům, jiný odhad uvádí 380 let (~2006). Leží na území CHKO Beskydy.

### Tis v Karolince
Druhý nejmohutnější tis roste v údolí Stanovnice v oblasti Pod Spáleným (dříve spadal pod Nový Hrozenkov). Pozemek byl původně zahradou rolníka Zbránka. Roku 1931 dosahoval výšky 8 metrů, 150 cm vysoký kmen měřil v obvodu 188 - 220 cm (průměr kmene byl 60 cm nad zemí a 70 cm pod rozvětvením), 6 metrů vysoká široce košatá koruna se rozpínala do šíře 12 metrů. Věk byl tehdy odhadnut na 700 - 800 let.
Roku 2003 dosáhl kmen obvodu 301 cm, jako památný strom byl vyhlášený pod starým kódem 810038.1/1. V 90. letech 20. století byly v okolí objeveny dva mladší tisy. Leží na území CHKO Beskydy.

### Tis u Pasečanů
Nejmohutnější z velkokarlovických tisů roste v blízkosti Podťatého potoka ve stejnojmenné lokalitě. Roku 1931 dosahoval výšky 10 metrů, 80 cm vysoký kmen měřil v obvodu 220 cm (průměr 70 cm u země i pod rozvětvením), 8 metrů vysoká košatá koruna se větvila do šířky 6 metrů. Historický odhad věku se pohyboval v rozmezí 700 - 800 let.
V roce 2003 dosáhl obvodu 270 cm, jako památný strom byl vyhlášený pod názvem Tis ve Velkých Karlovicích 2 (starý kód 810035.1/1). věk je odhadován na 300 let, stromu se týká pověst Leží na území CHKO Beskydy.

### Tis nad Jezerným
Druhý tis v katastru Velkých Karlovic roste v oblasti nad údolím Jezerné na východním svahu hřebenu s kótou 856 (nedaleko hranice s k. ú. Solanec pod Soláněm). Pastvina bývá nazývána podle původního majitele Rolníka Macečka, strom uzavíral tehdejší řadu buků asi 100 metrů od chalupy. Roku 1931 dosahoval výšky 6 metrů, 50 cm vysoký kmen měřil v obvodu 220 cm (průměr 70 cm), 6 metrů vysoká kuželovitá koruna se větvila do šířky 5 metrů. V roce 1929 byl strom vandalsky poškozen ořezáním 4 spodních větví o průměru 10 cm na získání velikonočních kočiček, protože vrbové nebyly po tuhé zimě dostatečně rozvinuty. Historický odhad věku se pohyboval mezi 700 - 800 lety.
Roku 2003 měl obvod 243 cm, jako památný strom byl vyhlášený pod názvem Tis ve Velkých Karlovicích (starý kód 810040.1/1). Leží na území CHKO Beskydy.

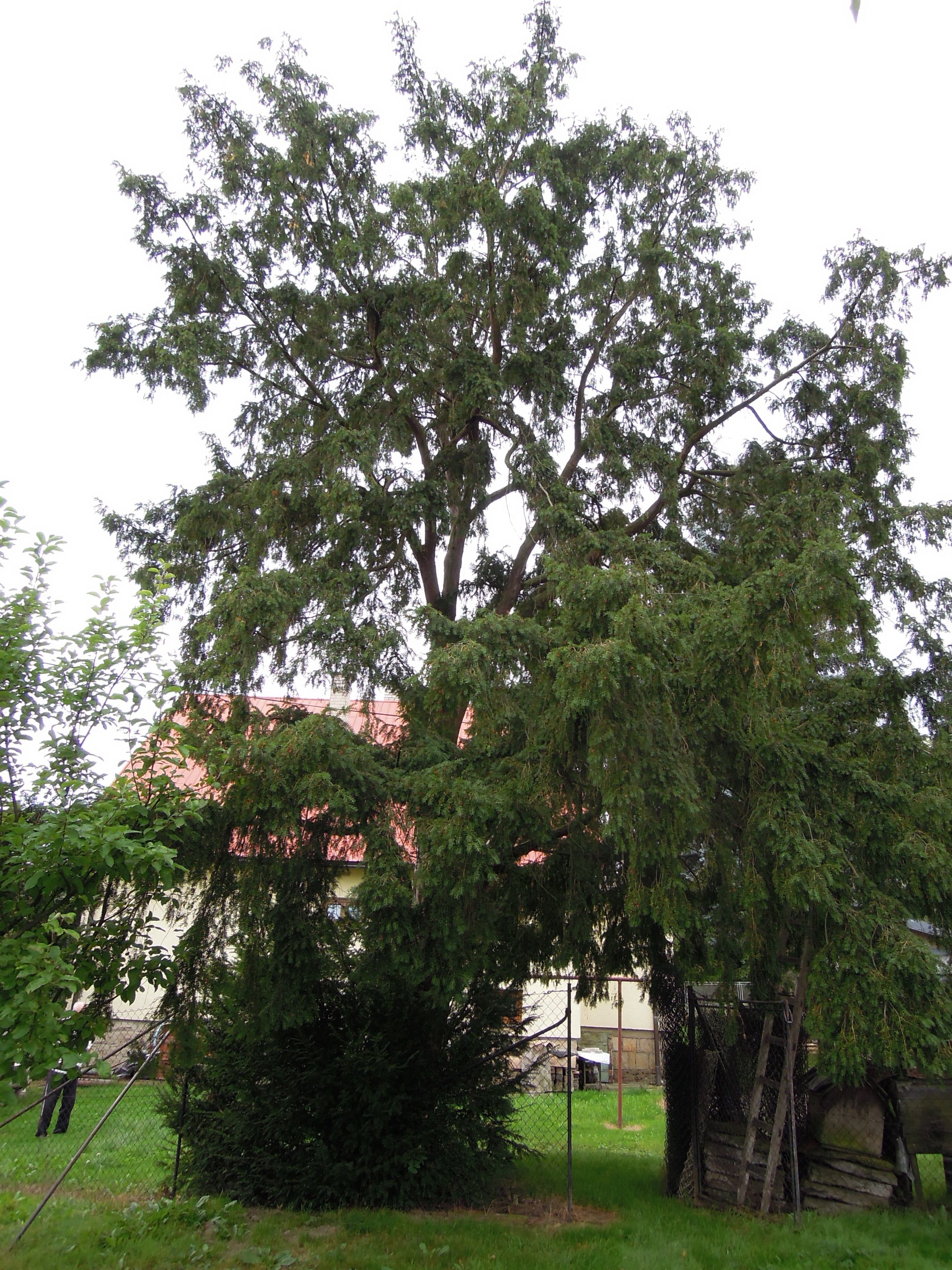
Tis červený v Hrachovci
září 2011

### Hrachovecký tis
Strom roste přímo ve vsi Hrachovec asi 50 metrů SV od kaple mezi domy č. 3, 161 a 236. Dosahuje výšky 8 metrů a obvodu kmene 180 cm (1998).

### Liptálský tis
- souřadnice GPS: 49°19'9.48"N 17°55'16.45"E

Liptálský tis roste zhruba 3 kilometry severně od Liptálu na rozhraní k. ú. Liptál a Lhota u osady Na Lánici v údolí V Hlubokém naproti nemovitosti u Porubů, lesní porost 605 D3, trať Lánica (zhruba 500 metrů od hájovny a 500 metrů JZ od kóty Lípový 590). Roku 1931 dosahoval výšky 8 metrů, 200 cm vysoký kmen měřil v obvodu 141 cm (průměr 45 cm), 6 metrů vysoká úzce košatá koruna se větvila do šířky 5 metrů. Historický odhad věku byl uváděn na více než 400 let.
Roku 1993 pozorováno žloutnutí konců větví, v roce 1998 dosáhl výšky 9 metrů a obvodu 170 cm.

### Pivodův tis
Tis nazvaný podle potomka původního majitele pozemku, který strom vysadil, roste v Brňově (spadá pod Podlesí, Valašské Meziříčí) na parcele mezi číslem 88 a silnicí. Roku 2003 dosáhl obvodu kmene 120 cm a výšky 15 metrů. Zřejmě díky velmi bohatě zavodněnému půdnímu podloží  patří k nejvyšším stromům ve výčtu. V jeho širším okolí se nachází několik mladších stromků, kterým se rovněž daří dobře. 

### Tis na Beskydě
Tis v trati Na Beskydě (též psáno Na Bezkydě) roste nedaleko silnice na Makov v osadě Bařina (chalupy na sever od silnice). Nachází se místě zvaném Na Skalce asi 100 metrů severovýchodně od chalupy, která patřila Michalu Holčákovi. V blízkosti tisu rostla třešeň a několik lip. Roku 1931 dosahoval výšky 8 metrů, 500 cm vysoký kmen měřil v obvodu 188 cm u země a 94 cm pod korunou (průměr 60, resp. 30 cm), 3 metrů vysoká kulovitá koruna připomínající palmu se větvila do šířky 4 metrů. Ve výšce 3 metrů vyrůstal z kmene věnec 50 - 80 cm dlouhých větviček. Historický odhad věku byl uváděn na 700 - 800 let.
V roce 2003 dosáhl obvodu kmene 103 cm, jako památný strom byl vyhlášený pod názvem Tis ve Velkých Karlovicích 3 (starý kód 810034.1/1). Druhý (mladší) tis byl v téže lokalitě objeven v nedávné době. Oba leží na území CHKO Beskydy.

### Tis ve Valašském Meziříčí
- souřadnice GPS: 49°28'35.30"N, 17°58'4.65"E

Novodobě došlo k vyhlášení ochrany nad tisem, který roste u křižovatky ulic Nádražní a Svěrákova ve Valašském Meziříčí (poblíž základní umělecké školy a domu č. 27, katastrální území Krásno nad Bečvou). Vyhlášení statutu památného stromu připravoval orgán ochrany přírody již v roce 2004, ale z neuvedených příčin k němu nedošlo. Roku 2011 se dostal mezi 9 významných stromů (a skupin), které byly posuzované jako kandidáti na vyhlášení památnými stromy. Posudek realizovali soudní znalkyně Ing. Ilona Janíková a Ing. Petr Křístek (ČSOP Valašské Meziříčí) a cílem bylo zjistit zdravotní stav stromů (vitalitu, prosychání, napadení dřevokaznými houbami a hmyzem apod.), jejich estetickou a biologickou hodnotu. Tis a dalších 5 kandidátů bylo doporučeno k oficiálnímu vyhlášení, k němuž došlo ještě v roce 2011. Centrální evidence památných stromů zatím tyto položky neuvádí.